# دانکرک (ایندیانا)
دانکرک، ایندیانا (به انگلیسی: Dunkirk, Indiana) یک شهر در ایالات متحده آمریکا با جمعیت ۲٬۳۶۲ نفر است که در ایندیانا واقع شده‌است.

## موقعیت جغرافیایی
موقعیت جغرافیایی شهرها و مناطق اطراف به شرح زیر است: